# Brezičani (gmina Čelinac)
Brezičani (cyr. Брезичани) – wieś w Bośni i Hercegowinie, w Republice Serbskiej, w gminie Čelinac. W 2013 roku liczyła 393 mieszkańców.